# 武力の行使の「新三要件」
武力の行使の「新三要件」（ぶりょくのこうしのしんさんようけん）とは、 第2次安倍内閣が2014年7月1日に閣議決定した、日本国政府が自衛権（武力の行使）を発動する際に満たすべき要件。単に「新三要件」または「新3要件」とも記される。

## 概要
内容は次の通りである。
参考までに旧三要件は次の通り。

### 解説
これまで行使可能とされてきた個別的自衛権に加え、「日本と密接な関係にある他国に対する武力攻撃が発生し、これにより日本の存立が脅かされ、国民の生命、自由及び幸福追求の権利が根底から覆される明白な危険（存立危機事態）」があり、加えて後2つの条件を満たす場合のみに集団的自衛権の行使を容認するものである。なお、集団的自衛権を規定している国連憲章第51条には太字で示したような条件はなく、政府は集団的自衛権の限定的な容認としている。